# Availles-Thouarsais
Availles-Thouarsais  là một xã ở tỉnh Deux-Sèvres trong vùng Nouvelle-Aquitaine phía tây nướcPháp. Xã này nằm ở khu vực có độ cao trung bình 118 mét trên mực nước biển.